# Edgar Amphlett
Edgar Montague Amphlett (1. september 1867 i Dorchester – 9. januar 1931 i Chelsea) var en britisk fægter som deltog i de olympiske lege Sommer-OL 1908.
Amphlett vandt en sølvmedalje i fægtning under OL 1908. Han var med på det britiske hold som kom på en andenplads, efter Frankrig i holdkonkurrencen i kårde.